# Eric Olivares
Eric Alfonso Olivares Quiero (Lota, Región del Biobío, Chile, 30 de junio de 1981) es un exfutbolista chileno. Jugaba de volante de contención y su último equipo fue Curicó Unido.

## Trayectoria
Se formó en las divisiones inferiores de Deportes Concepción, debutando en 1998. Se estrenó en Primera División el 14 de octubre de 2000, vistiendo la camiseta de Deportes Concepción, en un partido contra Santiago Morning, y además jugó la Copa Libertadores 2001 con el equipo lila. Dada la complicada situación económica por la que pasaba, el cuadro sureño debió mandar a préstamo a varios jugadores, entre ellos estaba Eric, que se fue a Magallanes.
En 2004 arriba a Ñublense de la Tercera División, en donde se transforma en el capitán del equipo que se coronó campeón del Torneo Nacional de Tercera División 2004, en una dramática definición con Curicó Unido. En 2006 Ñublense fue subcampeón del Torneo de Primera B, por lo que ascendió a Primera División.
Luego de aquello estuvo una temporada en Lota Schwager y medio año en Deportes Melipilla. En julio de 2009 fue fichado por Curicó Unido para el Torneo Clausura de Primera División, en el cual Curicó acabó descendiendo de categoría. Olivares se quedó un año en el club jugando en la Primera B.
Regresó a Ñublense por un año, y en 2012 también vuelve a Curicó Unido, siendo fundamental en el Transición 2013, en el cual Curicó se quedó con el subcampeonato. Esta etapa en el club acabó a mediados de 2014, momento en el cual el jugador se retira como futbolista profesional.

## Clubes
| Club                | País  | Año       |
| ------------------- | ----- | --------- |
| Deportes Concepción | Chile | 1998-2002 |
| Magallanes          | Chile | 2002-2003 |
| Ñublense            | Chile | 2004-2007 |
| Lota Schwager       | Chile | 2008      |
| Deportes Melipilla  | Chile | 2009      |
| Curicó Unido        | Chile | 2009-2010 |
| Ñublense            | Chile | 2011      |
| Curicó Unido        | Chile | 2012-2014 |

## Palmarés
| Título           | Club     | País  | Año  |
| ---------------- | -------- | ----- | ---- |
| Tercera División | Ñublense | Chile | 2004 |